# Farmer (South Dakota)
Farmer is een plaats (town) in de Amerikaanse staat South Dakota, en valt bestuurlijk gezien onder Hanson County.

## Demografie
Bij de volkstelling in 2000 werd het aantal inwoners vastgesteld op 18.
In 2006 is het aantal inwoners door het United States Census Bureau geschat op 21, een stijging van 3 (16,7%).

## Geografie
Volgens het United States Census Bureau beslaat de plaats een oppervlakte van
0,2 km², geheel bestaande uit land. Farmer ligt op ongeveer 425 m boven zeeniveau.

## Plaatsen in de nabije omgeving
De onderstaande figuur toont nabijgelegen plaatsen in een straal van 24 km rond Farmer.